# Unidades de Proteção Popular

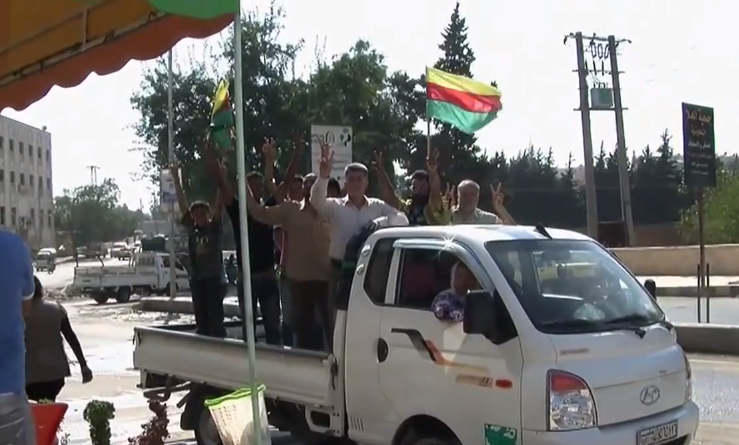
Militantes curdos durante manifestações em Alepo, Síria

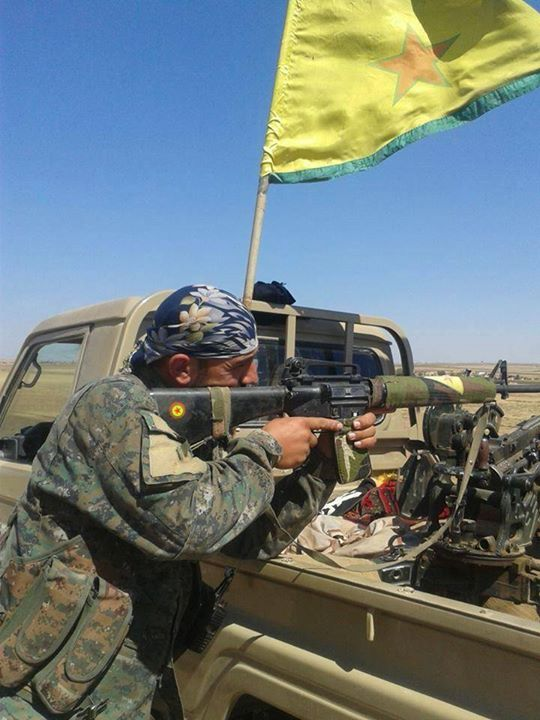
Um combatente do YPG na Síria

As Unidades de Proteção Popular (em curdo:  Yekîneyên Parastina Gel; Árabe: وحدات حماية شعبية Wihdat Himayah Sha'abiyah), também conhecido como YPG, são uma organização armada curda da região do Curdistão sírio. O grupo foi fundado como braço armado do Partido de União Democrática sírio (PYD) e também tem ligações com o Conselho Nacional Curdo, e atualmente controla militarmente boa parte do nordeste da Síria.
O YPG é composto por alas ligados a movimentos nacionalistas na região Curda da Síria. O YPG se considera uma "milícia popular democrática" e seus oficiais são apontados via eleição. Apesar de atuar primordialmente na região do Curdistão, o grupo também tem operado em vários Estados árabes.
Em julho de 2012, as Unidades de Proteção Popular expulsaram as forças do governo sírio da cidade de Kobanê e também assumiram o controle de Amuda e Efrîn. Em dezembro, forças rebeldes da oposição síria, apoiadas por militantes curdos, tomaram a cidade de Ras al-Ayn, no noroeste da Síria. Mas em 17 de janeiro, foram reportados pesados tiroteios entre mujahidins e guerrilheiros curdos pelo controle do centro da cidade. Em 19 de fevereiro, ambos os lados acertaram um cessar-fogo. Este foi um dos maiores combates entre curdos e rebeldes da oposição, algo que se multiplicou, especialmente devido a acentuação do racha entre milícias jihadistas e grupos de guerrilheiros curdos da Síria.
Em janeiro de 2013, o YPG tinha oito brigadas armadas ativas. Suas principais áreas de operação estão nas cidades de Efrin, Qamishli, Kobane e Sere Kanye.
Desde 2014, as Unidades de Proteção Popular expandiram seu papel no contexto da Guerra Civil Síria. Firmando as pazes com grupos moderados da Oposição Síria e recebendo apoio externo (principalmente dos Estados Unidos e da Europa), os combatentes deste grupo tem sido uma das principais forças de resistência contra os avanços da organização que se autoproclama Estado Islâmico (EI). Estas cooperações foram importantes, por exemplo, para deter os extremistas do EI na intensa batalha pela cidade de Kobane, em março de 2015.